# Phloeochopardia
Phloeochopardia is een geslacht van rechtvleugeligen uit de familie veldsprinkhanen (Acrididae). De wetenschappelijke naam van dit geslacht is voor het eerst geldig gepubliceerd in 1958 door Dirsh.

## Soorten
Het geslacht Phloeochopardia  is monotypisch en omvat slechts de volgende soort:
- Phloeochopardia abbreviata (Chopard, 1921)